# Aloe mzimbana
Aloe mzimbana är en grästrädsväxtart som beskrevs av Frans Verdoorn och Hugh Basil Christian. Aloe mzimbana ingår i släktet Aloe och familjen grästrädsväxter. Inga underarter finns listade i Catalogue of Life.